# Перемышльская губерния
Перемышльская губерния — административно-территориальная единица Российской империи в составе временного генерал-губернаторства Галиция.

## История
Образована 22 марта 1915 года, после занятия части Галиции российскими войсками во время Первой мировой войны.
Прекратила существование 14 июля 1915 года вместе с генерал-губернаторством Галиция, в связи с отступлением русских войск.

## Административное деление
Губерния состояла из 14 уездов. Административный центр — город Перемышль (ныне Пшемысль).
| №  | Уезд            | Уездный город |
| -- | --------------- | ------------- |
| 1  | Добромильский   | Добромиль     |
| 2  | Колбушовский    | Кольбушова    |
| 3  | Ланьцутский     | Ланьцут       |
| 4  | Мостисский      | Мостиска      |
| 5  | Нисковский      | Ниско         |
| 6  | Перемышльский   | Перемышль     |
| 7  | Пржеворский     | Пшеворск      |
| 8  | Жешувский       | Жешув         |
| 9  | Самборский      | Самбор        |
| 10 | Старосамборский | Старый Самбор |
| 11 | Тарнобжегский   | Тарнобжег     |
| 12 | Цешановский     | Цешанув       |
| 13 | Яворовский      | Яворов        |
| 14 | Ярославский     | Ярослав       |

## Население
Население губернии — около 1,3 миллиона человек. Русины составляли большинство в восточных уездах губернии, за исключением Ярославского. Западные уезды были населены преимущественно поляками.